# 伊卡里亚专区
伊卡里亚专区（希臘語：Περιφερειακή ενότητα Ικαρίας），是希腊北愛琴大區的一个专区。首府为圣基里科斯。专区面积为300.6平方公里，2021年人口数量为9,901人。

## 行政
在2011年卡利克拉提斯改革方案中，希腊所有州份被取消。原薩摩斯州分为伊卡里亚专区和萨摩斯专区。伊卡里亚专区下分为2个市镇（括号内为地图中的数字）：
- 富尔尼科尔塞翁（2）
- 伊卡里亚（1）